# Ness (auteur)
Pour les articles homonymes, voir Ness.
 (octobre 2018).
Si vous disposez d'ouvrages ou d'articles de référence ou si vous connaissez des sites web de qualité traitant du thème abordé ici, merci de compléter l'article en donnant les références utiles à sa vérifiabilité et en les liant à la section « Notes et références ».
Ness, de son vrai nom Marc Ogdanetz, né en 1964 à Faverges (Haute-Savoie), est un scénariste et dessinateur de bandes dessinées français.

## Biographie
Il réalise aussi un éditorial, sous la forme d'un dessin humoristique, qui paraît chaque semaine dans l'hebdomadaire La Savoie.
Il réside actuellement[Quand ?] à Ugine (Savoie).

## Albums
- Ness, Juste Humains (Album de bande dessinée), 2008.
- Ness, Monsieur Delatune, exploiteur de masse (Album de bande dessinée), 2005.
- Ness, Drôle de Trolls (Album de bande dessinée), 2004.
- Ness, Souriez, vous êtes radié (Album de bande dessinée), 2003.
- Ness, À la recherche du non-emploi (Album de bande dessinée), 2001.